# Sodna palača, Rouen
Sodna palača v Rouenu (francosko: Palais de justice de Rouen) je nekdanji parlament Normandije, zgrajen v mestu Rouen, Francija, ob koncu petnajstega stoletja in v dvajsetem stoletju. V njej je sodišče od francoske revolucije dalje in je bila leta 1840 razglašena za zgodovinski spomenik.

## Zgodovina
3. marca 1494 so mestni svetniki sprejeli sklep, da se zgradi velika dvorana na trgu Neuf Marché, kjer bi se lahko mestni trgovci sestajali, kar je bil prvi korak pri gradnji sedanje Sodne palače.  Stavbo, ki ustreza lokaciji današnje zgradbe, sta gradila arhitekta Roger Ango in Roulland le Roux med letoma 1499 in 1508.
Del severne stavbe, zgrajene v času Ludvika XII., prej kraljeve palače, nato državne blagajne Normandije (ministrstvo za finance), kasneje Parlament Normandije, je iz šestnajstega stoletja. Verjetno se je gradnja začela leta 1509, strukturna dela pa so bila končana leta 1517. Med letoma 1525 in 1528 so jo podaljšali proti vzhodu. Streha je bila spremenjena, izdelane so bile nove odprtine in dve veliki strešni okni. To poslopje naj bi bilo delno delo Roullanda Le Rouxa, arhitekta Urada za finance (danes turistični urad Rouena). Vzhodna polovica severne zgradbe je bila končana 1550. Novo je bilo tudi stopnišče na južnem delu dvorane tožilcev.
Stavba je bila ponovno razširjena v osemnajstem stoletju. Leta 1700 je gradil Jacques II Millets-Désruisseaux. Leta 1739 je stavbo na trgu Neuf Marché začel graditi Pierre Jarry. Krilo pod pravim kotom na ulici Saint-Lo je bilo končano leta 1759, delo Alexandra Duboisa.
V devetnajstem stoletju je bila stavba v slabem stanju. Sanacija se je začela leta 1836 z novimi stopnicami v dvorano tožilcev, ki se nahajajo na svojem prvotnem mestu na sredini fasade. Paviljon, ki se je nahajal v severozahodnem kotu dvorišča so porušili leta 1834. Vzhodni del severne glavne stavbe je bil okrašen 1836. Glavna stavba je bila obnovljena od 1844 dalje. Louis Desmarest je obnavljal veliko sobo in dvorano med 1857 do 1885. Lucien Lefort je obnavljal in povečal zahodni del zgradbe od 1880. Stopnišče do dvorane tožilcev je bilo ponovno predelano v prvi četrtini dvajsetega stoletja, delo Paula Selmersheima.
Palača je bila leta 1944 med bombardiranjem dvakrat razdejana: 19. aprila je bila skoraj popolnoma uničena notranjost gotskega krila, 26. avgusta, pred osvoboditvijo mesta, je bila skoraj radikalno uničena. Ostali so le kamniti zidovi fial in nekaj opreme. Notranjost je bila izgubljena, vključno z veličastno dvorano s kasetiranim stropom. Nekaj neogotskih delov se je izognilo uničenju.
 La Maison Sublime je judovski spomenik odkrit pod stopnicami na desni strani dvorišča. Izvira iz leta 1100 in njegovi ohranjeni nizki zidovi kažejo hebrejski napis: Naj bo ta hiša  vzvišena!. Prav tako kaže izklesanega leva Judov. Tukaj naj bi bila ješiva, talmudska šola. Od tod naj bi izhajala velika imena srednjeveškega judovstva kot Rashbam, Rashi de Troyes in Abraham Ben Meir Ibn Ezra. Izgon Judov iz Francije leta 1306 je zaznamoval konec njihove dejavnosti. Leta 1499 se je začela gradnja Sodne palače v središču stare židovske mestne četrti, s tem je bilo uničeno zgornje nadstropje in pokopan prvi nivo na dvorišču palače.

## Arhitektura
Sodna palača je eden redkih dosežkov profane gotske arhitekture v poznem srednjem veku v Franciji. Samo krilo na levi fasadi, na dvorišču, je res gotsko, zgrajeno v poznem petnajstem stoletju in v začetku šestnajstega stoletja. kaže fiale, bruhalnike in balustrade na strehi. Stopnišče je bilo obnovljena po načrtih arhitekta Paula Selmersheima v neogotskem slogu v začetku dvajsetega stoletja.
Osrednji del stavbe je mešanica gotike in renesanse, gradnja zajema skoraj vse šestnajsto stoletje. Dekor je bogatejši od gotike, ograja je radikalno drugačna.
- Detajl gotskega stebra in vrha stopnišča
- Velika dvorana, dite des Procureurs
- Osrednji del stavbe z balustrado in podrobnostmi na oknih
- Neogotska arhitektura 1885, detajl ure